# Capilla de San Juan Bautista (Melilla)
La Capilla de San Juan Bautista es una capilla de estilo neogótico isabelino situada en el Centro asistencial de Melilla, en el Ensanche Modernista de la ciudad española de Melilla y que forma parte del Conjunto Histórico Artístico de la Ciudad de Melilla, un Bien de Interés Cultural.

## Historia

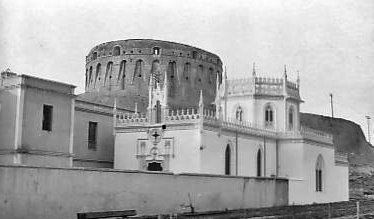
Capilla de San Juan Bautista, Melilla

Fue construida en 1927 según diseño del ingeniero militar José Pérez Reyna y bendecida el 4 de febrero de 1928.

## Descripción
Está construido con paredes de mampostería de piedra local y ladrillo macizo.

### Exterior
La fachada se compone de una puerta en un arco plano, sobre la que se sitúa una espadaña, con una campana, rematada con una cruz de hierro.

### Interior
Consta de una tres naves, la central con arcos planos que soportan un techo raso de madera con vigas del mismo material, más ancha y alta que las laterales, con un transepto con un cúpula estrellada en el crucero y terminando en una cabecera con forma de trapecio, sobre arcos planos.